# آریزونا دیلی استار
آریزونا دیلی استار (انگلیسی: Arizona Daily Star) یک روزنامه روزانه عمده صبحگاهی است که در توسان و نواحی اطراف جنوب آریزونا فعالیت می‌کند.